# Búrová
Búrová je národní přírodní památka jihozápadně od obce Suchov v okrese Hodonín. Oblast spravuje AOPK ČR Správa CHKO Bílé Karpaty. Důvodem ochrany je ojedinělý výskyt kýchavice černé (Veratrum nigrum) na Moravě a ochrana přirozených společenstev bělokarpatských luk.